# رود لوآ
 رود لوآ رودی است که از near ۲۱°۱۱′۵۹″جنوبی ۶۸°۴۰′۰۵″غربی / ۲۱٫۱۹۹۶°جنوبی ۶۸٫۶۶۸°غربی سرچشمه می‌گیرد و به اقیانوس آرام می‌ریزد. این رود از کشور شیلی می‌گذرد.